# Шиши (Цюаньчжоу)
Шиши́ (кит. упр. 石狮, пиньинь Shíshī) — городской уезд городского округа Цюаньчжоу провинции Фуцзянь (КНР).

## История
Изначально эти места были частью уезда Наньань. Во времена империи Тан в 720 году из уезда Наньань был выделен уезд Цзиньцзян (晋江县).
После образования КНР в 1949 году был создан Специальный район Цюаньчжоу (泉州专区), и уезд вошёл в его состав. В 1955 году Специальный район Цюаньчжоу был переименован в Специальный район Цзиньцзян (晋江专区). В 1971 году Специальный район Цзиньцзян был переименован в Округ Цзиньцзян (晋江地区).
Постановлением Госсовета КНР от 14 мая 1985 года округ Цзиньцзян был преобразован в городской округ Цюаньчжоу.
Постановлением Госсовета КНР от 17 декабря 1987 года из уезда Цзиньцзян был выделен городской уезд Шиши.

## Административное деление
Городской уезд делится на 2 уличных комитета и 7 посёлков.

## Экономика
В уезде расположены крупная угольная ТЭС Хуншань компании China Energy Investment Corporation и швейная фабрика Xtep International.